# Goose Lake (Iowa)
Goose Lake ist eine Kleinstadt (mit dem Status „City“) im Clinton County im Osten des US-amerikanischen Bundesstaates Iowa. Das U.S. Census Bureau hat bei der Volkszählung 2020 eine Einwohnerzahl von 239 ermittelt.

## Geografie
Goose Lake liegt auf 41°58′03″ nördlicher Breite und 90°22′58″ westlicher Länge und erstreckt sich über 0,82 km². Der Ort liegt rund 15 km westlich des Mississippi, der die Grenze zu Illinois bildet. Die Grenze zu Wisconsin verläuft rund 80 km nördlich. Goose Lake ist eine von zwei Siedlungen und die einzige selbstständige Gemeinde in der Deep Creek Township.
Am westlich Ortsrand von Goose Lake befindet sich der gleichnamige See und die Goose Lake Wildlife Management Area.
Benachbarte Orte von Goose Lake sind Bryant (5,2 km östlich), Six Mile (10,6 km südöstlich), Charlotte (7,3 km westlich) und Preston (9,9 km nördlich).
Die nächstgelegenen größeren Städte sind Dubuque (75,9 km nördlich), Rockford in Illinois (142 km ostnordöstlich), die Quad Cities (66,2 km südsüdwestlich) und Cedar Rapids (133 km westlich).

## Verkehr
Durch Goose Lake verläuft in West-Ost-Richtung der Iowa Highway 136. Alle weiteren Straßen sind untergeordnete teils unbefestigte Fahrwege sowie innerörtliche Straßen.
Die nächstgelegenen Flugplätze sind der 37,6 km nordwestlich gelegene Maquoketa Municipal Airport und der 21,7 km östlich gelegene Clinton Municipal Airport; der nächstgelegene größere Flughafen ist der 78,7 km südlich gelegene Quad City International Airport.

## Demografische Daten
Nach der Volkszählung im Jahr 2010 lebten in Goose Lake 240 Menschen in 89 Haushalten. Die Bevölkerungsdichte betrug 292,7 Einwohner pro Quadratkilometer. In den 89 Haushalten lebten statistisch je 2,7 Personen.
Ethnisch betrachtet bestand die Bevölkerung aus 99,2 Prozent Weißen; 0,8 Prozent (zwei Personen) stammten von zwei oder mehr Ethnien ab.
32,5 Prozent der Bevölkerung waren unter 18 Jahre alt, 54,6 Prozent waren zwischen 18 und 64 und 12,9 Prozent waren 65 Jahre oder älter. 51,3 Prozent der Bevölkerung war weiblich.
Das mittlere jährliche Einkommen eines Haushalts lag bei 74.500 USD. Das Pro-Kopf-Einkommen betrug 25.959 USD. Kein Einwohner lebte unterhalb der Armutsgrenze.